# Sérvulo Esmeraldo
Sérvulo Esmeraldo (Crato, 1929 — Fortaleza, 2017) est un sculpteur, graveur, illustrateur brésilien, connu pour sa rigueur géométrico-constructive et ses incursions dans l'art cinétique.

## Biographie

### Jeunesse et débuts
Sérvulo Esmeraldo naît à Crato (Ceará) le 27 février 1929.
Dès l'adolescence, il découvre le graveur brésilien Oswaldo Goeldi dans un article publié dans une brochure du consulat britannique sur la gravure dans l'hémisphère occidental et décide de devenir graveur sur bois. Il illustre des livrets de neuvaine avant de se rendre à Fortaleza, où il prend contact avec d'autres artistes et participe au 6e Salon d'avril en 1950,.
Alors qu'il tient sa première exposition en 1951, Esmeraldo s'installe à São Paulo, qui est en pleine ébullition pour la première édition de la Biennale de São Paulo. Il y étudie l'architecture et est chroniqueur d'art au Correio Paulistano (pt),, puis se consacre à la gravure sur bois, organisant sa première exposition personnelle, au Musée d'Art moderne de São Paulo (MAM).

### Séjour en France et début de carrière
Environ à la même époque que sa première exposition personnelle au MAM, Sérvulo Esmeraldo obtient une bourse du gouvernement français et séjourne en France de 1957 à 1979. À Paris, il suit l'atelier de lithographie de l'École nationale des Beaux-Arts et étudie avec Johnny Friedlaender, qui l'initie à la gravure sur métal. Esmeraldo tient sa première exposition sur l'ancien continent en 1961 en Suisse, puis exposera également au Portugal, en Italie, en Angleterre, au Luxembourg et en Pologne. À Paris, il rencontre notamment le peintre brésilien Antônio Bandeira (pt) et l'expressionniste suisse Alberto Giacometti, avec qui il reste ami.
Dans les années 1960, il commence ses créations dans le domaine de l'art cinétique, notamment avec son projet Excitable, travaillant avec des matériaux tels que des plaques de laque en acier, des plans pliés et peints, des aimants, des électroaimants et la gravité,. En 1974, il participe à l'exposition « L'idée et La Matière », à la galerie Denise René à Paris. Sérvulo développe ses projets de sculpture et une perception de la tridimensionnalité dans des œuvres presque plates. Il participe à plusieurs expositions au Brésil, en France et en Suisse.

### Retour au Brésil

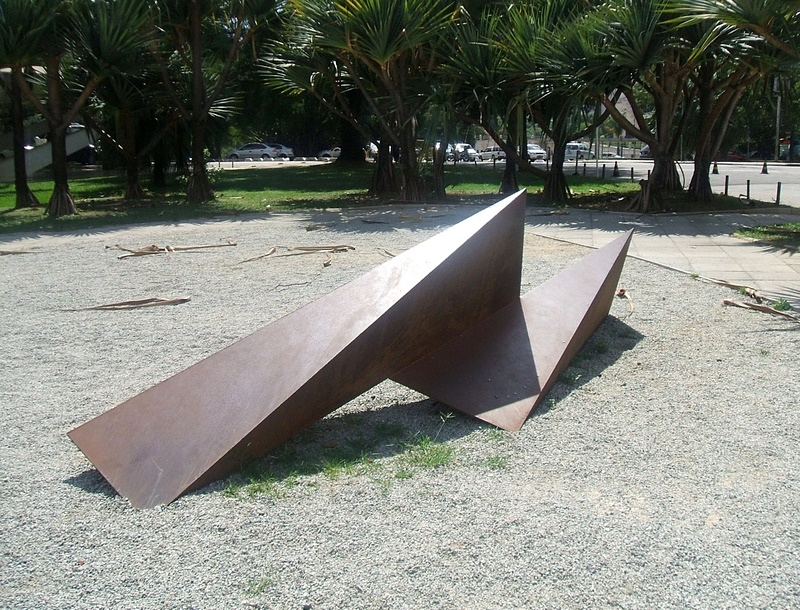
Tetraedros (1997), dans le Jardin des sculptures, près du Musée d'Art moderne de São Paulo.

Sérvulo Esmeraldo revient au Brésil en 1978 et s'installe définitivement à Fortaleza en 1980. Sa notoriété est faite et plusieurs de ses œuvres sont conservées dans plusieurs villes du Brésil ainsi que dans des collections privées du monde entier. Il se consacre alors à l'art public et réalise des sculptures urbaines. 
En 2001, Esmeraldo expose à la Bienale d'Arts de Cariri.
En 2011, la Pinacothèque de l'État de São Paulo organise une rétrospective de l'œuvre de l'artiste avec la publication d'un livre coordonné par Aracy Amaral. En 2012, il inaugure l'exposition « Simples como o Triângulo » (« Simple comme le triangle »), à São Paulo, à la galerie Raquel Arnaud.
Après 30 ans de vie commune, Sérvulo Esmeraldo et Dodora Guimarães se marient le 27 février 2012 ; il conçoit les alliances et le diadème de sa fiancée pour l'occasion.
Selon Jáder Santana, au cours de sa carrière, Sérvulo Esmeraldo tient 75 expositions individuelles et 103 expositions collectives dans le monde entier, aussi bien dans des musées et des galeries que dans des salons, des biennales, des palais et des parcs,. Il a reçu une vingtaine de prix, depuis ses mentions honorables au Salon d'Avril de Fortaleza au début de sa carrière à la médaille d'or de l'Académie des Beaux-Arts en Italie en passant par le prix du meilleur sculpteur de l'année de l'Association des critiques d'art de São Paulo en 1983 et le prix des Arts plastiques Marcantonio Vilaça, l'un des plus importants au Brésil.

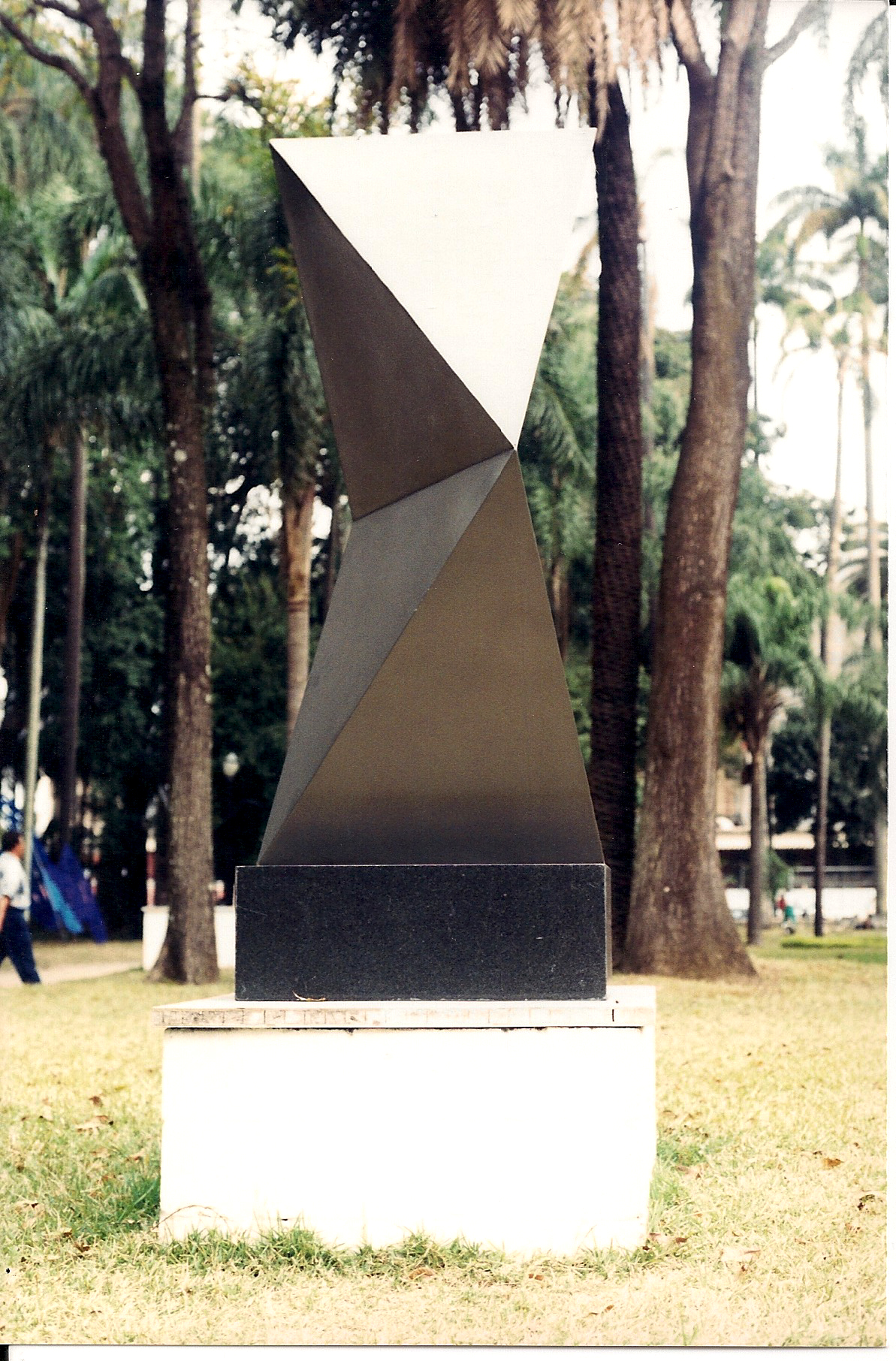
Sculpture de Sérvulo Esmeraldo dans le parc de la Luz, à São Paulo.

Ses œuvres sont réparties dans des collections publiques et privées, au Brésil et dans des pays comme la France, le Portugal, les États-Unis, la Suisse, le Chili, Cuba et l'Italie.

### Mort et hommage
Hospitalisé à Fortaleza le 17 janvier 2017, il meurt d'un accident vasculaire cérébral dès le 1er février 2017 à l'âge de 87 ans, accompagné de sa compagne Dodora,.
Le secrétaire de la Culture du Ceará Fabiano dos Santos Piúba rend hommage à l'artiste « visuel et universel Sérvulo Esmeraldo, le poète des lignes, qui avait le monde pour atelier. À 88 ans, Sérvulo nous a laissé un héritage merveilleux et en constante expansion, grâce à ses efforts inlassables d'artiste de lignes, de lignes, éternel acteur de la lumière. [...] Le peuple brésilien, en particulier Ceará, pleure le départ de cet artiste de référence, sachant cependant que Sérvulo est vivant dans ses œuvres à travers la ville, dans sa volonté de rapprocher art, architecture et expérimentation sociale. Un grand artiste qui fait partie de la mémoire des arts du Ceará, du Brésil, du monde. »